# 4206 Verulamium
4206 Verulamium eller 1986 QL är en asteroid i huvudbältet som upptäcktes den 25 augusti 1986 av den belgiske astronomen Henri Debehogne vid La Silla-observatoriet. Den är uppkallad efter den romerska staden Verulamium.
Asteroiden har en diameter på ungefär 8 kilometer och den tillhör asteroidgruppen Koronis.